# Olivbiätare
Olivbiätare (Merops superciliosus) är en fågel i familjen biätare inom ordningen praktfåglar.

## Utseende och läte
Olivbiätaren är en stor och grön biätare med en rostfärgad fläck på strupen. Den liknar både biätaren och grön biätare i storlek och form, men avviker kraftigt i fjäderdräkt från den förra och från den senare genom grön undersida, tydliga vita strimmor på kinden och brunaktig hjässa. Lätena består av oavbrutna mjukt rullande "krrrio".

## Utbredning och systematik
Olivbiätaren delas upp i två underarter:
- M. s. superciliosus – förekommer i östra Afrika, på Komorerna och Madagaskar
- M. s. alternans – förekommer i torra kustområden i västra Angola och nordvästra Namibia

Länge behandlades taxonen Merops persicus, M. superciliosus och M. philippinus som en art, men idag behandlas de som tre arter.

## Levnadssätt
Olivbiätaren hittas i olika sorters öppna miljöer, som savann, jordbruksbygd, busk- och gräsmarker. Den ses ofta sitta synligt och upprätt, enstaka eller i par. Fågeln fångar insekter i flykten. Den ses ofta flygande, ibland i lösa flockar.

## Status
Arten har ett stort utbredningsområde och beståndet anses stabilt. Internationella naturvårdsunionen IUCN listar den därför som livskraftig (LC).